# Димитри Шумбашев
Димитри Шумбашев е български революционер, деец на Вътрешната македоно-одринска революционна организация.

## Биография
Димитри Шумбашев е роден около 1881 година в леринското село Росен, тогава в Османската империя, днес в Гърция. Присъединява се към ВМОРО и през Илинденско-Преображенското въстание от 1903 година е четник в селската чета. Остава в родното си село и по време на окупацията на Гърция през Втората световна война става селски секретар на Народоосвободителния фронт (ЕАМ). Заедно с поп Петре отварят славянско училище в Росен. След Споразумението от Варкиза е убит от роялисти през пролетта на 1945 година, докато работи на полето.